# Zračnoprevozna divizija
Zračnoprevozna divizija je divizija, ki za transport in/ali bojevanje uporablja jadralna letala oz. helikopterje. Sestrski formaciji sta zračnodesantna in padalska divizija.

## Seznam divizij
- 82. zračnoprevozna divizija (ZDA)
- 101. zračnoprevozna divizija (zračnodesantna) (ZDA)